# 자유중화민국 타이완 사천왕
자유중화민국 타이완 사천왕(自由中華民國 臺灣 四天王)은 우처(悟徹), 즈안(知安), 즈강(知剛), 정옌(證嚴) 등을 비롯한 1980년대와 1990년대 자유중국 타이완(중화민국)의 20세기 시대의 불교 분야 유명 4대 대선승(大禪僧)을 일컫는 호칭이다.